# Evangelisches Johanneswerk
Das Evangelische Johanneswerk ist ein großer diakonischer Träger Deutschlands mit Sitz in Bielefeld. Rund 7.300 Mitarbeiterinnen und Mitarbeiter sind in mehr als 70 Einrichtungen in Nordrhein-Westfalen tätig. Die diakonischen Angebote richten sich an alte und kranke Menschen sowie Menschen mit Assistenzbedarf, Kinder und Jugendliche. Die Ev. Johanneswerk gGmbH wird unter dem Dach der Stiftung Johannesstift geführt, deren Wurzeln bis ins Jahr 1852 reichen. Das Johanneswerk selbst wurde 1951 von Pastor Karl Pawlowski (1898–1964) gegründet.

## Struktur
Seit Februar 2018 ist das Evangelische Johanneswerk eine gGmbH. Mit seinen Angeboten für unterstützungsbedürftige Menschen verschreibt sich die gGmbH weiterhin dem Wohl der Gemeinschaft und ist ein gemeinnütziges Unternehmen. Die einzige Gesellschafterin der Ev. Johanneswerk gGmbH ist die Stiftung Johannesstift, die auch das Unternehmensdach bildet. Der Vorstand der Stiftung – bestehend aus dem Vorsitzenden des Vorstands Ingo Habenicht, seinem Stellvertreter Bodo de Vries, Burkhard Bensiek und Sabine Hirte – führt auch die Geschäfte des Johanneswerks. Der Stiftungsrat steht an der Spitze der Stiftung und besteht aus mindestens fünf und höchstens neun Personen, die ihre Aufgabe ehrenamtlich wahrnehmen.
Die gemeinnützige GmbH gliedert sich in räumlich und/oder inhaltlich zusammengefasste „Regionen“, die die Basis des Johanneswerks bilden. Hier werden – an 36 Standorten in Nordrhein-Westfalen und in über 70 Einrichtungen sowie zahlreichen ambulanten Angeboten – Menschen unterstützt, betreut und gepflegt. Jeder Region steht ein Geschäftsleiter, jeder Einrichtung ein Hausleiter vor.
Die Altenhilfe ist geographisch in acht Regionen aufgeteilt: Die Regionen Bielefeld, Gütersloh, Herford, Lippe, Wittgenstein, Ruhrgebiet Nord-Münsterland, Ruhrgebiet Süd und ambulante Hilfen. In allen Regionen findet stationäre Altenarbeit (vornehmlich durch stationäre Altenpflegeheime) aber auch ambulante Altenarbeit (durch Pflegedienste, Wohngemeinschaften oder Quartiersarbeit) statt. 
Die Teilhabeleistungen im Johanneswerk teilt sich in die Regionen „Arbeit und Qualifizierung“ mit dem Studjo (WfbM) an sieben Standorten sowie „Wohnen und Assistenz“ mit sechs Wohnverbünden auf.
Das Johanneswerk führt außerdem Kliniken in den Regionen Bad Honnef (Rhein-Klinik mit Tagesklinik) und Wittgenstein (Klinik Wittgenstein mit der Tagesklinik Netphen). Dazu kommt die Forensische Klinik ‚Niederrhein Therapiezentrum‘ (NTZ) in Duisburg, mit 100 stationären Plätzen für drogenabhängige männliche Straftäter. Sie wird gemeinsam getragen vom Ev. Johanneswerk und den von Bodelschwinghschen Stiftungen Bethel.
Im Jahr 2001 wurde die Stiftung „mitLeidenschaft – Stiftung zur Innovation und Förderung in der diakonischen Arbeit“ gegründet. Die Stiftung hilft älteren Menschen und Familien, die in Armut leben. Sie fördert Projekte für Kinder und Menschen mit Assistenzbedarf sowie Projekte auf dem Gebiet der Demenz.
In Bielefeld gibt es zudem das Familienzentrum mit den Kindertagesstätten ‚Pappelhof‘ und ‚Sonnenblume‘.

## Geschäftsfelder
Die Hauptgeschäftsfelder des Ev. Johanneswerks sind die Altenhilfe, die Teilhabeleistungen und die Seelische Gesundheit mit zwei Spezial-Kliniken für seelische und psychosomatische Erkrankungen.

### Altenhilfe
Die Altenhilfe umfasst 37 stationäre Einrichtungen mit angeschlossener Kurzzeit- und Tagespflege in ganz Nordrhein-Westfalen und schließt ambulante Pflegedienste, Wohnprojekte und Begegnungszentren ein. Mehr als 3.500 Mitarbeitende pflegen, betreuen und begleiten tagtäglich mehr als 3.400 alte Menschen. Ein besonderes Augenmerk des Ev. Johanneswerks liegt auf den Herausforderungen der Zukunft, auf der demografische Entwicklung und modernen Wohnformen.

### Teilhabeleistungen
Der räumliche Schwerpunkt der Teilhabeleistungen liegt im Ruhrgebiet und im Märkischen Kreis. In sechs Wohnverbünden mit vielen individuell kombinierbaren Angeboten betreuen die Mitarbeitenden hier rund 1500 Kinder, Jugendliche und Erwachsene mit Assistenzbedarf. Ziel ist, deren Rechte und die Teilhabe am gesellschaftlichen Leben einzufordern, zu verteidigen und zu unterstützen. Hinzu kommt mit Studjo eine Einrichtung der beruflichen Rehabilitation (WfbM) an insgesamt sieben Standorten. Hier sind über 1.000 Menschen mit Assistenzbedarf in zahlreichen Arbeits- und Berufsbildungsbereichen beschäftigt. Im Mittelpunkt der Arbeit steht die Eingliederung der Menschen in das Arbeitsleben – und damit auch in die Gesellschaft.

### Seelische Gesundheit
Darüber hinaus gehören zum Johanneswerk zwei Kliniken mit angeschlossenen Tageskliniken für Psychosomatische Medizin, Psychotherapie und Psychiatrie sowie eine forensische Klinik.

## Geschichte
Die Ev. Johanneswerk gGmbH wird unter dem Dach der Stiftung Johannesstift geführt, deren Wurzeln bis ins Jahr 1852 reichen. Damals gründeten die Gemeindepfarrer Johann Hinrich Volkening (1796–1877) und Clamor Huchzermeier (1809–1899) in Bielefeld-Schildesche das Johannesstift als „Rettungshaus“ für gefährdete Kinder und Jugendliche. Aus diesen Anfängen entwickelte es sich zu einer der großen Fürsorgeerziehungsanstalten in Westfalen. 1932 wandelte Pastor Karl Pawlowski (1898–1964) das Johannesstift in ein Alten- und Pflegeheim um.
1951 gründete Pawlowski in Bielefeld das Johanneswerk, dem sich sieben evangelische Vereine und Stiftungen anschlossen, die an verschiedenen Standorten in Nordrhein-Westfalen tätig waren. Im Johannesstift entstand der zentrale Sitz des neu gegründeten Werks. Die Fusion war das Ergebnis des langjährigen Engagements von Pawlowski für „größere Zusammenfassungen“ diakonischer Einrichtungen, die „tragfähiger sind und großzügiger arbeiten können“. Wichtige Ziele des Johanneswerks waren damals eine bessere Vertretung der einzelnen Einrichtungen nach außen, die Entwicklung tragfähiger Organisationsstrukturen, die Erschließung neuer Arbeitsgebiete sowie bessere soziale Leistungen für die Mitarbeitenden.
Als „Bollwerk gegen die Not“ und „Beitrag zum sozialen Frieden“ beschrieb die lokale Presse das Johanneswerk anlässlich der Gründungsfeier im Bielefelder Johannesstift. 1951 gehörten rund 30 Einrichtungen zum Johanneswerk, darunter Altenheime, Kinderheime, Wohnheime für Berglehrlinge, Krankenhäuser und Erholungsheime. In den Wiederaufbaujahren der Bundesrepublik Deutschland erlebte auch das Johanneswerk eine starke Wachstumsphase. Ende der 1950er Jahre war die Zahl der Einrichtungen auf rund 70 angestiegen. Eine Größenordnung, die bis heute gilt.
Vieles hat sich in den vergangenen Jahrzehnten verändert – die Bedürfnisse der Menschen, die sozialpolitischen Voraussetzungen und die gesellschaftlichen Fragestellungen. Eines jedoch ist unverändert geblieben: Im Mittelpunkt der Arbeit des Johanneswerks steht der Mensch als Schöpfung Gottes in seiner Würde und Unverwechselbarkeit.

## Töchter und Beteiligungen
Ganz oder mehrheitlich gehören zum Ev. Johanneswerk die folgenden Einrichtungen und Organisationen im Bereich der Diakonie:
Alters-Institut – Zentrum für Versorgungsforschung und Geragogik gGmbH
Das Alters-Institut – Das Zentrum für Versorgungsforschung und Geragogik gGmbH forscht rund um die Versorgung alter Menschen mit Hilfebedarf. Ziel der Forschungsarbeit ist es, praxisgerechte Konzepte für die zukünftige Versorgung von Hilfe- und Pflegebedürftigen zu entwickeln.
Diakonie für Bielefeld gGmbH
Die Diakonie für Bielefeld gGmbH bietet vielfältige Unterstützung für Menschen in schwierigen und ungewöhnlichen Lebenslagen und nimmt damit die Aufgaben eines regionalen diakonischen Werkes wahr. Träger der Diakonie für Bielefeld sind der Ev. Kirchenkreis Bielefeld und das Ev. Johanneswerk.
Diakonisches Werk Wittgenstein gGmbH
Die Diakonische Werk Wittgenstein gGmbH bietet im Raum Wittgenstein Hilfestellungen in unterschiedlichsten Lebensbereichen an und nimmt die Aufgaben eines regionalen diakonischen Werkes wahr. Gesellschafter des Diakonischen Werkes Wittgenstein sind der Ev. Kirchenkreis Wittgenstein und das Ev. Johanneswerk.
Ev. Johanneswerk und St. Loyen gemeinnützige Pflege GmbH
Das Ev. Altenzentrum am Schloss wird als stationäre Pflegeeinrichtung von der Ev. Johanneswerk und St. Loyen gemeinnützige Pflege GmbH betrieben. Es bietet ein Pflege- und Wohnkonzept, das besonders auf die Bedürfnisse von Menschen mit Demenz abgestimmt ist.
Johanneswerk proTeam gGmbH
Die Johanneswerk proTeam gGmbH überlässt bzw. vermittelt überwiegend Fach- und Hilfskräfte in Einrichtungen der Unternehmensgruppe Johanneswerk und an externe Dienstleister und Träger im diakonischen, sozialen und kirchlichen Bereich.
Johanneswerk – Serviceleistungen mit System GmbH
Die Johanneswerk – Serviceleistungen mit System GmbH bietet ein Leistungsangebot im Bereich der gewerblichen und privaten Dienstleistungen rund um Immobilien. Dazu gehören die Sparten Reinigungsleistungen für Einrichtungen wie Alten- und Pflegeheime, für Eigentümergemeinschaften, für Unternehmen der Wohnraumbewirtschaftung, in Wohnkomplexen, für Unternehmens- oder Büroräume sowie die Sparte Immobilienverwaltung mit der Abwicklung von Zahlungsverkehr, Kontakt zu Mietern, Service und Erhaltung einer Immobilie oder Wohneigentum.
Niederrhein Therapiezentrum Duisburg (NTZ) gGmbH
Die Niederrhein Therapiezentrum Duisburg gGmbH übernimmt im Auftrag des Landes Nordrhein-Westfalen die Behandlung von drogenabhängigen Straftätern im Maßregelvollzug. Träger des NTZ sind das Ev. Johanneswerk und die von Bodelschwinghschen Stiftungen Bethel.
proService GmbH
Die proService GmbH bietet umfassende Verwaltungs- und Serviceleistungen für Unternehmen im sozialen Bereich: vom Personal- und Finanzwesen bis hin zur Immobilienbetreuung.
Techniklotsen gGmbH
Die Techniklotsen gGmbH entwickelt IT und Telefonielösungen im Bereich der Sozial- und Gesundheitswirtschaft. Die Lösungen reichen von vernetzter Kommunikation im stationären Bereich bis hin zu alltagsunterstützenden Assistenzlösungen für die eigenen vier Wände.
Darüber hinaus ist das Ev. Johanneswerk an den folgenden Institutionen beteiligt:
- Evangelisches Klinikum Bethel
- Fachhochschule der Diakonie (Bielefeld)
- Akademien für Kirche und Diakonie gGmbH mit Bundesakademie für Kirche und Diakonie (Berlin) und Führungsakademie für Kirche und Diakonie (Berlin)